# Cueva de Chauvet
La cueva de Chauvet-Pont-d'Arc (en francés: Grotte Chauvet-Pont d'Arc, pronunciación francesa: [ɡʁɔt ʃovɛ pɔ̃ daʁk]) en el departamento de Ardèche, en el sureste de Francia, es una cueva que contiene algunas de las pinturas rupestres figurativas mejor conservadas del mundo, así como otras pruebas de la vida del Paleolítico Superior. Está situada cerca de la comuna de Vallon-Pont-d'Arc en un acantilado de piedra caliza sobre el antiguo cauce del río Ardèche, en las Gargantas del Ardèche.
Descubierta en 1994, la cueva está considerada una de las más significativas del arte prehistórico, y es también una referencia para la calidad de conservaciόn del arte rupestre y la gestiόn del sitio. En 2014 la Unesco declaró a la cueva de Chauvet Patrimonio de la Humanidad.
La cueva fue explorada por primera vez el 18 de diciembre de 1994 por tres espeleólogos: Éliette Brunel-Deschamps, Christian Hillaire y Jean-Marie Chauvet, de quien tomó el nombre. Además de las pinturas y otras pruebas de actividad humana descubrieron restos fosilizados, huellas y marcas de una variedad de animales, algunos de los cuales se han extinguido. El estudio adicional del arqueólogo francés Jean Clottes ha revelado mucho sobre el sitio, aunque la datación ha sido motivo de cierta controversia.

## Características

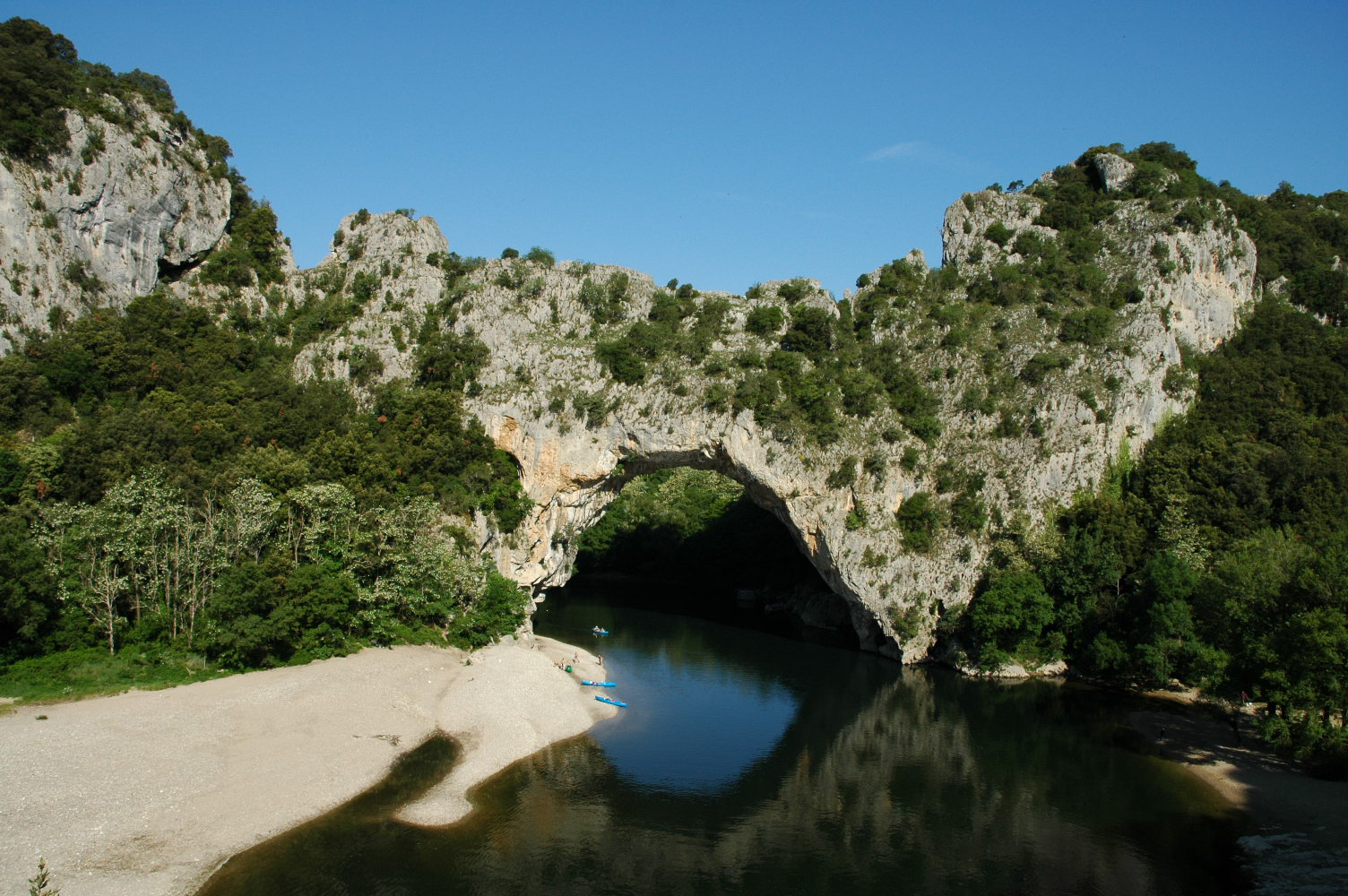
Vista del Pont d'Arc, cerca de la entrada de la cueva.

La cueva está situada en las coordenadas 44° 21' N y 4° 29' 24" E, por encima del curso superior del río Ardèche, antes de la apertura del Pont d'Arc. Las gargantas de la región de Ardèche albergan numerosas cuevas, muchas de ellas con interés geológico o arqueológico. La cueva de Chauvet, sin embargo, es inusualmente grande y la calidad, cantidad y estado de las obras de arte encontradas en sus paredes son espectaculares. Sobre la base de la datación por radiocarbono, la cueva parece haber sido ocupada por los seres humanos durante dos períodos distintos: el Auriñaciense y el Gravetiense. La mayor parte de las obras de arte se remontan a la más antigua de las dos épocas, el Auriñaciense (30 000 a 32 000 AP). La posterior ocupación gravetiense, que se produjo hace 25 000 a 27 000 años, dejó poco más que huellas de un niño, los restos carbonizados de hogares antiguos y las manchas de humo de las antorchas que iluminaban las cuevas. Se descubrieron indicios que sugieren que, después de la visita del niño a la cueva, esta fue tapada hasta su redescubrimiento en 1994. Estas huellas humanas pueden ser las más antiguas fechadas con precisión.
El suelo arcilloso de la cueva conserva las huellas de osos de las cavernas, junto con grandes depresiones redondeadas, que se cree son los "nidos" donde dormían los osos. Hay abundantes huesos fosilizados, entre ellos cráneos de osos de las cavernas y el cráneo con cuernos de un íbex.

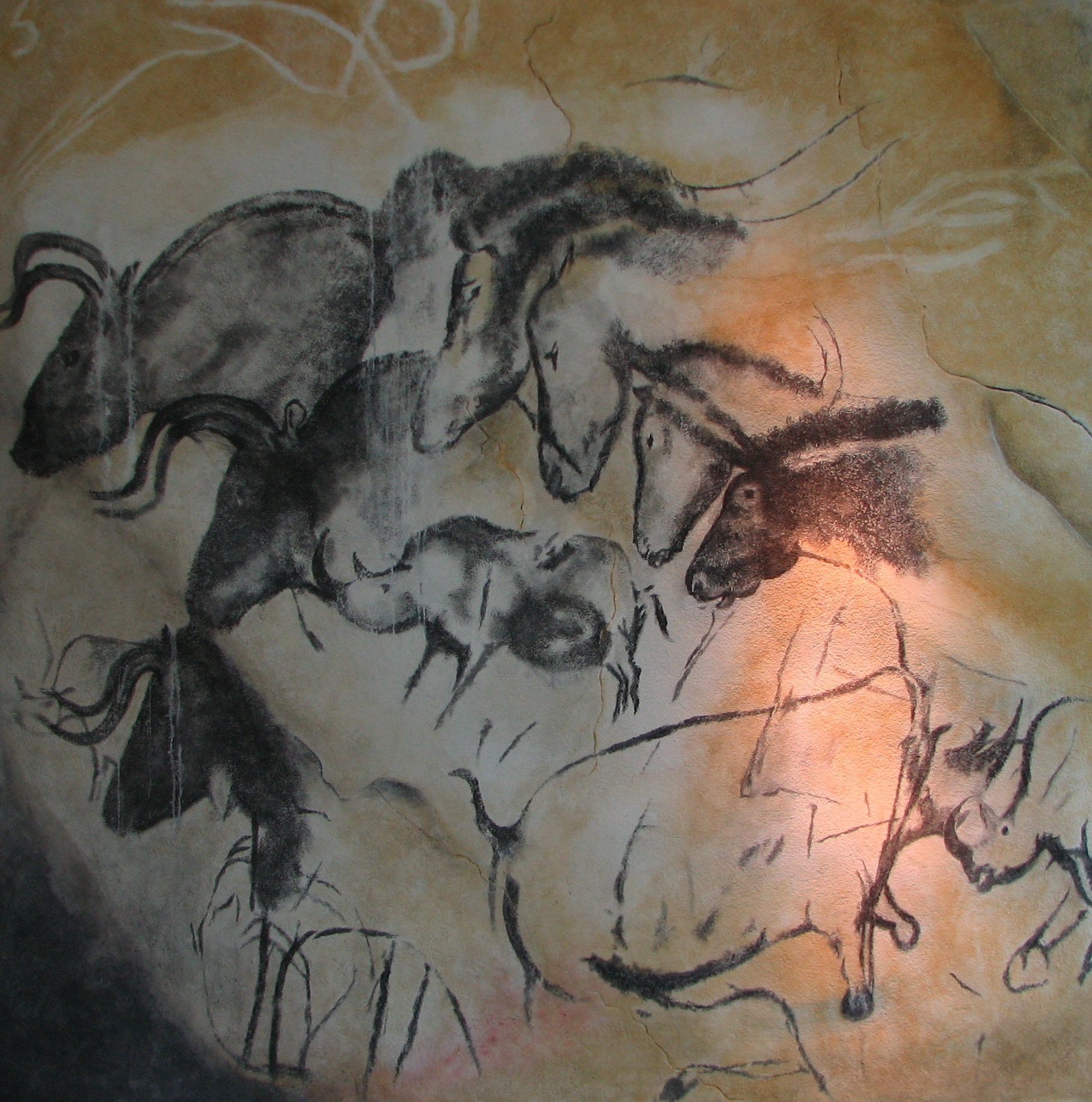
Pinturas en la cueva de Chauvet.

Han sido catalogadas cientos de pinturas de animales que representan al menos trece especies diferentes, entre ellas algunas que rara vez, o nunca, se han encontrado en otras pinturas de la época glacial. En lugar de representar solo los animales relacionados con la caza, que predominan en el arte rupestre paleolítico, es decir, caballos, bisontes, renos, etc., las paredes de la cueva de Chauvet se cubren con depredadores: leones, panteras, osos, búhos y hienas. Más típica de las cuevas con arte rupestre es la ausencia de representaciones de figuras humanas completas, aunque existe una posible figura parcial de "Venus", que puede representar las piernas y los genitales de una mujer. También puede estar presente una figura quimérica que parece tener la parte inferior del cuerpo de una mujer con la parte superior del cuerpo de un bisonte. Hay paneles de impresiones y plantillas de manos positivas en ocre rojo realizadas por impresión directa. Igualmente se encuentran por toda la cueva símbolos abstractos, líneas y puntos. Además hay dos imágenes no identificables que tienen una vaga forma de mariposa. Esta combinación de temas ha llevado a los expertos en arte y culturas prehistóricas a creer que pudieran ser pinturas de tipo ritual, chamánico o mágico.

## Datación
La cueva contiene algunas de las pinturas rupestres más antiguas que se conocen, basándose en la datación por radiocarbono del «negro de los dibujos, de las marcas de las antorchas y de los suelos», según Jean Clottes. Clottes concluye que «las fechas se dividen en dos grupos, uno centrado en torno a los 27.000-26.000 años de edad y el otro en torno a los 32.000-30.000 años». Hasta 1999 se habían comunicado las fechas de 31 muestras de la cueva. La más antigua, la muestra Gifa 99776 de la "zona 10", data de 32.900 ± 490 BP.
Algunos arqueólogos han cuestionado estas fechas. Christian Züchner, basándose en comparaciones estilísticas con pinturas similares de otros yacimientos bien datados, opinó que las pinturas rojas son del periodo Gravetense (c. 28.000-23.000 BP) y las negras del Magdaleniense temprano (principios de c. 18.000-10.000 BP). Pettitt y Bahn también sostuvieron que la datación es incoherente con la secuencia estilística tradicional y que existe incertidumbre sobre el origen del carbón vegetal utilizado en los dibujos y el grado de contaminación superficial en las superficies rocosas expuestas. Los estudios estilísticos demostraron que algunos grabados del Gravetense se superponen a las pinturas negras, lo que prueba el origen más antiguo de las pinturas.